# تشارلي لوكهارت
تشارلي لوكهارت هو سياسي أمريكي، ولد في 1876، وتوفي في 1954. نشط حزبياً في الحزب الديمقراطي.